# Alamo Lake
Der Alamo Lake ist ein Stausee im Mohave County und im La Paz County im US-Bundesstaat Arizona. Der Staudamm wurde 1968 erbaut und staut den Bill Williams River.
Der See liegt im Alamo Lake State Park und bietet zahlreiche Erholungs- und Ausflugsmöglichkeiten, ist allerdings wegen seiner abgelegenen Lage eher ein Geheimtipp. Der Park und der See kann nur über Schotterpisten, entweder vom U.S. Highway 60 oder vom U.S. Highway 93 erreicht werden.
An Fischen werden hier vor allem Barsche geangelt, im Frühling sorgen die Regenfälle in der sonst ausgetrockneten Landschaft um den See – die von Kakteen dominiert wird – für ein explosives Blütenwachstum. Auch die Tierwelt ist hier mit zahlreichen – zum Teil seltenen – Arten vertreten, etwa mit Adlern, Wasservögeln, Füchsen, Kojoten und Maultieren.
Starke Regenfälle führen oft zu einem rasanten Anstieg des Wasserpegels; so wurde einmal ein Anstieg um über drei Meter in einer Nacht beobachtet. 